# 紫花油
紫花油（Wah Sing Zihua Embrocation），全名華星紫花油，始创於2007年，是華星製藥有限公司以多年時間研發出淡淡薰衣草香味的產品。
紫花油的主要成份為薰衣草油、薄荷腦、冬青油、桉葉油。
功效：止癢。